# Álvaro Paseyro
Álvaro Paseyro (ur. 27 listopada 1968) – francuski, o od 2001 roku urugwajski judoka. Olimpijczyk z Sydney 2000, gdzie zajął piąte miejsce w wadze półśredniej.
Siódmy na mistrzostwach świata w 1997; uczestnik zawodów w 2001 i 2003. Startował w Pucharze Świata w latach 1993, 1996-1999 i 2001. Złoty medalista mistrzostw Europy w drużynie w 1996. Wicemistrz igrzysk Ameryki Południowej w 1998 i 2002. Piąty na igrzyskach panamerykańskich w 2003. Zdobył brązowy medal na mistrzostwach panamerykańskich w 2000 i 2004. Mistrz Francji w 1994 roku.